# Sean Rhyan
Sean Rhyan (Ladera Ranch, California, 15 de septiembre de 2000) es un jugador profesional estadounidense de fútbol americano, se desempeña en la posición de lineman en Green Bay Packers, en la National Football League (NFL).

## Carrera
Fue seleccionado en la tercera ronda en la Reunión Anual de Selección de Jugadores de la NFL de 2022. Hizo su debut profesional con el equipo Green Bay Packers, donde lleva jugando dos temporadas.